# San Martín de Turumbang
Pour les articles homonymes, voir San Martín.
San Martín de Turumbang est une localité de la paroisse civile de Dalla Costa de la municipalité de Sifontes de l'État de Bolívar au Venezuela. Ville frontière avec le Guyana voisin et située sur le río Cuyuní, elle abrite l'importe base militaire d'Isla de Anacoco sur l'île d'Anacoco disputée entre les deux pays.